# Ischnotoma scutellumnigrum
Ischnotoma scutellumnigrum là một loài ruồi trong họ Ruồi hạc (Tipulidae). Chúng phân bố ở miền Australasia.